# Nati nel 1902/Maggio
| Questa pagina contiene informazioni ricavate automaticamente dalle voci biografiche con l'ausilio del template Bio e di un bot. L'aggiornamento è periodico e automatico e ricostruisce completamente la pagina. Se manca una persona in questa lista, sei pregato di non aggiungerla, ma accertati piuttosto che la sua voce biografica contenga il template Bio e che i dati anagrafici siano correttamente compilati. Se il template Bio manca, inseriscilo tu stesso o, in alternativa, metti l'avviso {{tmp\|Bio}} che ne segnala la mancanza. Se i dati riportati sono sbagliati, correggi direttamente la voce biografica; le modifiche saranno visibili in questa lista entro pochi giorni. Per chiarimenti vedi il progetto biografie. La lista contiene solo le 140 persone che sono citate nell'enciclopedia e per le quali è stato implementato correttamente il template Bio. Pagina aggiornata al 10 ago 2025. |

- 1º maggio - Andrea Gusmai, pittore italiano († 1992)
- 1º maggio - Henri Hoevenaers, ciclista su strada e pistard belga († 1958)
- 1º maggio - Ernst Nagelschmitz, calciatore tedesco († 1987)
- 2 maggio - Brian Aherne, attore e scrittore inglese († 1986)
- 2 maggio - Axel Alfredsson, calciatore svedese († 1966)
- 2 maggio - David Bowes-Lyon, nobile britannico († 1961)
- 2 maggio - Mario Craveri, direttore della fotografia e regista italiano († 1990)
- 2 maggio - Werner Finck, cabarettista, attore e scrittore tedesco († 1978)
- 2 maggio - Ernesto Grassi, filosofo italiano († 1991)
- 2 maggio - Arturo Licata, supercentenario italiano († 2014)
- 2 maggio - Erin O'Brien-Moore, attrice statunitense († 1979)
- 3 maggio - Generoso Dattilo, arbitro di calcio italiano († 1976)
- 3 maggio - Alfred Kastler, fisico francese († 1984)
- 3 maggio - Jack La Rue, attore statunitense († 1984)
- 3 maggio - Hertha Meyer, biofisica brasiliana († 1990)
- 3 maggio - Seton I. Miller, sceneggiatore e produttore cinematografico statunitense († 1974)
- 3 maggio - Icilio Petrone, giornalista e scrittore italiano († 1972)
- 3 maggio - Walter Slezak, attore austriaco († 1983)
- 4 maggio - Vittorio Beonio Brocchieri, politologo, giornalista e scrittore italiano († 1979)
- 4 maggio - Sidnie Milana Manton, zoologa e ittiologa britannica († 1979)
- 5 maggio - Charles Louis de Beaumont, schermidore britannico († 1972)
- 5 maggio - Giovanni Berardi, militare italiano († 1939)
- 5 maggio - Sebastián Chiola, attore argentino († 1950)
- 5 maggio - Charlotte Gower Chapman, etnologa e scrittrice statunitense († 1982)
- 5 maggio - Alexander Lockwood, attore statunitense († 1990)
- 5 maggio - Kiril Todorov, scultore bulgaro († 1987)
- 6 maggio - Peter Aschenbrenner, alpinista austriaco († 1998)
- 6 maggio - Yvonne Bourgeois, tennista francese († 1983)
- 6 maggio - Max Ophüls, regista e sceneggiatore tedesco († 1957)
- 6 maggio - Vincenzo Rimi, mafioso italiano († 1975)
- 7 maggio - Ubaldo Castagnoli, architetto e ingegnere italiano († 1982)
- 7 maggio - Matteo Demetz, fondista italiano († 1941)
- 7 maggio - Jean-Philippe Lauer, egittologo francese († 2001)
- 7 maggio - Alessandro Seppilli, igienista e politico italiano († 1995)
- 7 maggio - Carlo Venegoni, politico e antifascista italiano († 1983)
- 8 maggio - Alex Alexis, editore, scrittore e traduttore italiano († 1962)
- 8 maggio - Gino Ceschelli, presbitero italiano († 1943)
- 8 maggio - André Lwoff, microbiologo francese († 1994)
- 8 maggio - Leonard Henry Caleb Tippett, statistico britannico († 1985)
- 9 maggio - Pietro Castiglia, avvocato e politico italiano († 1984)
- 9 maggio - Giovanni Lagna, militare italiano († 1941)
- 10 maggio - Anatole Litvak, regista, sceneggiatore e produttore cinematografico ucraino († 1974)
- 10 maggio - David O. Selznick, produttore cinematografico e sceneggiatore statunitense († 1965)
- 11 maggio - Alexandre Kojève, filosofo francese († 1968)
- 11 maggio - Kirill Semënovič Moskalenko, generale e politico sovietico († 1985)
- 11 maggio - Karl Pärsimägi, pittore estone († 1942)
- 11 maggio - Bidu Sayão, soprano brasiliano († 1999)
- 11 maggio - Sava Sekulić, pittore serbo († 1989)
- 12 maggio - Emilio Livi, cantante italiano († 1973)
- 12 maggio - Josef Bohumil Souček, teologo e biblista ceco († 1972)
- 12 maggio - Philip Wylie, scrittore e saggista statunitense († 1971)
- 12 maggio - Frank Yates, statistico inglese († 1994)
- 13 maggio - Letizia Bonini, attrice italiana († 1974)
- 13 maggio - Mario Costa, calciatore italiano
- 13 maggio - Georges Friedmann, sociologo francese († 1977)
- 13 maggio - Stasys Janušauskas, calciatore lituano († 1996)
- 13 maggio - Geoffrey Mason, bobbista statunitense († 1987)
- 13 maggio - Roberto Veratti, avvocato e partigiano italiano († 1943)
- 13 maggio - Pëtr Vladimirovič Vil'jams, pittore, grafico e scenografo russo († 1947)
- 13 maggio - Erik Wolf, filosofo tedesco († 1977)
- 14 maggio - Enrico Benassi, pittore italiano († 1978)
- 14 maggio - Aldo Ferraresi, violinista italiano († 1978)
- 14 maggio - Lūcija Garūta, pianista, poeta e compositrice sovietica († 1977)
- 14 maggio - Antonio Salvarezza, tenore italiano († 1985)
- 15 maggio - Pippo Barzizza, compositore, arrangiatore e direttore d'orchestra italiano († 1994)
- 15 maggio - Richard J. Daley, politico statunitense († 1976)
- 15 maggio - Stefan Mykhailovich Kozik, astronomo russo († 1979)
- 15 maggio - Guido Leoni, liutaio italiano († 1978)
- 15 maggio - Anny Ondra, attrice ceca († 1987)
- 16 maggio - Carles Fages de Climent, scrittore spagnolo († 1968)
- 16 maggio - Jan Kiepura, tenore e attore polacco († 1966)
- 17 maggio - Khuang Aphaiwong, politico thailandese († 1968)
- 17 maggio - Fausto Cleva, direttore d'orchestra italiano († 1971)
- 17 maggio - Alejandro de los Santos, calciatore argentino († 1982)
- 17 maggio - Juan Píriz, calciatore uruguaiano († 1946)
- 17 maggio - Theo Rossi di Montelera, imprenditore, bobbista e dirigente sportivo italiano († 1991)
- 18 maggio - Arthur Pilbrow, schermidore britannico († 1987)
- 18 maggio - Meredith Willson, compositore, librettista e direttore d'orchestra statunitense († 1984)
- 19 maggio - Corrado D'Errico, regista, critico cinematografico e sceneggiatore italiano († 1941)
- 19 maggio - Gino De Marchi, regista e antifascista italiano († 1938)
- 19 maggio - Alberto Litta Modignani, militare italiano († 1942)
- 19 maggio - Otello Martelli, direttore della fotografia italiano († 2000)
- 19 maggio - Hugo Väli, calciatore estone († 1944)
- 20 maggio - Carlo d'Amelio, avvocato italiano († 1996)
- 20 maggio - Harold Miller, calciatore inglese († 1988)
- 20 maggio - Giovanni Pizzarelli, ciclista su strada italiano († 1963)
- 21 maggio - Earl Averill, giocatore di baseball statunitense († 1983)
- 21 maggio - Omero Cambi, giornalista e poeta italiano († 1965)
- 21 maggio - Zdzisław Kawecki, cavaliere polacco († 1940)
- 22 maggio - Marcel Breuer, architetto e designer ungherese († 1981)
- 22 maggio - Arne Johansen, calciatore norvegese († 1984)
- 22 maggio - Jack Lambert, calciatore inglese († 1940)
- 22 maggio - Ivan Matteo Lombardo, politico italiano († 1980)
- 22 maggio - Ettore Muti, militare, aviatore e politico italiano († 1943)
- 22 maggio - Nils Rosén, calciatore svedese († 1951)
- 22 maggio - Al Simmons, giocatore di baseball statunitense († 1956)
- 23 maggio - Felice Battaglia, giurista e filosofo italiano († 1977)
- 23 maggio - Ettore Boninsegna, calciatore italiano
- 23 maggio - Hideo Saito, violoncellista e direttore d'orchestra giapponese († 1974)
- 24 maggio - Stefano Bonatti, geologo italiano († 1968)
- 24 maggio - Seishi Yokomizo, scrittore giapponese († 1981)
- 25 maggio - Ilio Baroni, anarchico, antifascista e partigiano italiano († 1945)
- 25 maggio - Charles Barton, regista e produttore cinematografico statunitense († 1981)
- 25 maggio - Pina Borione, attrice italiana († 1988)
- 25 maggio - Aldo Bruscaglioni, latinista e grecista italiano († 1978)
- 25 maggio - Desmond Dickinson, direttore della fotografia britannico († 1986)
- 25 maggio - Bert Macdonald, mezzofondista britannico († 1965)
- 25 maggio - Antonio Pagano, calciatore italiano († 1988)
- 25 maggio - Grete Reinwald, modella e attrice tedesca († 1983)
- 25 maggio - Jaroslav Rössler, fotografo ceco († 1990)
- 26 maggio - Vincenzo Caglioti, chimico italiano († 1998)
- 26 maggio - Ottó Hatz, schermidore ungherese († 1977)
- 26 maggio - Karl Muller, calciatore ungherese
- 27 maggio - Émile Benveniste, linguista francese († 1976)
- 27 maggio - Teresa Buelloni, poetessa italiana († 1989)
- 27 maggio - Ivan Ivanovič Kataev, poeta russo († 1937)
- 27 maggio - Erminio Macario, attore e comico italiano († 1980)
- 28 maggio - Luis César Amadori, regista cinematografico e sceneggiatore italiano († 1977)
- 28 maggio - Rick Bockelie, velista norvegese († 1966)
- 28 maggio - Stefan Cohn-Vossen, matematico tedesco († 1936)
- 28 maggio - Dorothy Dunbar, attrice e socialite statunitense († 1992)
- 28 maggio - Plinio Farina, calciatore italiano († 1972)
- 28 maggio - Thyge Petersen, pugile danese († 1964)
- 29 maggio - Henri Guillaumet, militare e aviatore francese († 1940)
- 29 maggio - Leonard Huxley, fisico australiano († 1988)
- 29 maggio - Iosif Karakis, architetto sovietico († 1988)
- 29 maggio - Eva May, attrice austriaca († 1924)
- 29 maggio - Herbert Selpin, regista e sceneggiatore tedesco († 1942)
- 29 maggio - Nina Šaternikova, attrice sovietica († 1982)
- 30 maggio - Adolfo Alessandrini, diplomatico e giornalista italiano († 1987)
- 30 maggio - Giorgio De Santillana, fisico, storico della scienza e storico della filosofia italiano († 1974)
- 30 maggio - Stepin Fetchit, attore statunitense († 1985)
- 30 maggio - Bernard Fischer, calciatore lussemburghese († 1971)
- 30 maggio - Seton Lloyd, archeologo britannico († 1996)
- 30 maggio - Giuseppina Projetto, supercentenaria italiana († 2018)
- 31 maggio - Friedrich Hielscher, scrittore e filosofo tedesco († 1990)
- 31 maggio - Pio Lava Boccardo, biologo venezuelano († 1971)
- 31 maggio - Euro Riparbelli, allenatore di calcio e calciatore italiano
- 31 maggio - Honey Russell, cestista, allenatore di pallacanestro e giocatore di football americano statunitense († 1973)
- 31 maggio - Viliam Široký, politico cecoslovacco († 1971)